# Charles Magnette

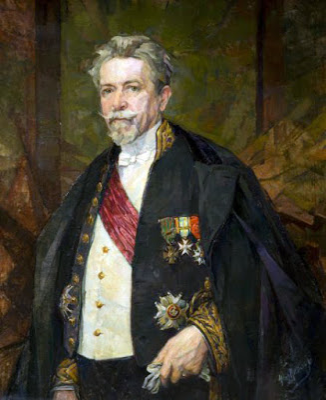
Charles Magnette

Charles Magnette (* 3. Februar 1863 in Virton, Wallonien, Belgien; † 18. Oktober 1937 in Lüttich, Wallonien, Belgien) war ein belgischer liberaler Politiker, der Mitglied beider Kammern des Föderalen Parlaments und Präsident des belgischen Senats war.

## Biografie
Nach dem Schulbesuch studierte er Rechtswissenschaft und war nach seiner Promotion zum Doktor der Rechtswissenschaften als Rechtsanwalt tätig. Als Anhänger des progressiven Liberalismus von Paul Janson gehörte er zu den Mitgründern der Liberalen in Lüttich. Er war auch Herausgeber der Tageszeitung L’Express, die zum Organ der Progressiv-Liberalen Lüttichs wurde.
Seine eigentliche politische Laufbahn begann er mit der Wahl zum Mitglied der Abgeordnetenkammer, in der er von 1894 bis 1900 die Interessen des Arrondissements Lüttich vertrat. 1906 wurde er dann Mitglied des Senats und gehörte diesem bis 1932 an.
Charles Magnette war darüber hinaus Freimaurer und drei Mal Großmeister der Großloge Grand Orient de Belgique, G.O.B. Während der Besetzung Belgiens durch das Deutsche Kaiserreich während des Ersten Weltkrieges bemühte er sich mit den deutschen Großlogen um die Verhinderung der Deportation von Arbeitern und klagte die Grausamkeiten der deutschen Besatzungstruppen öffentlich an, was dazu führte, dass er selbst zu einer Freiheitsstrafe verurteilt wurde. Andererseits gehörte er zu den Befürwortern des Rattachisme, der Eingliederung der französischsprachigen Teile Belgiens zu Frankreich. Dazu verfasste er im August 1917 einen Brief an König Albert I., in dem er forderte, dass Wallonien nach dem Ende des Ersten Weltkrieges in einem Referendum selbst beschließen sollte, ob es an Frankreich angegliedert werden soll.
Über seine Erfahrung als Freimaurer während des Ersten Weltkrieges verfasste er 1920 ein Buch unter dem Titel Grand maître national de la maçonnerie belge pendant l'occupation allemande 1914–1918. Nach dem Ende des Krieges gehörte er 1921 zu den Mitgründern der Internationalen Vereinigung der Freimaurer (Association Maçonnique Internationale) in Wien.
Für seine Verdienste wurde ihm am 2. April 1925 der Ehrentitel Staatsminister verliehen, obwohl er zu dieser Zeit weder Minister noch Präsident einer Parlamentskammer war. Zwischen 1927 und 1928 war er Rechtsberater von Justizminister Paul-Émile Janson, dem Sohn Paul Jansons.
Zuletzt war er vom 13. November 1928 bis zum 28. Oktober 1932 Präsident des Senats.